# Carbamazepina
La carbamazepina es un medicamento antiepiléptico que bloquea los canales de sodio estabilizando las membranas neuronales hiperexcitadas e inhibiendo las descargas neuronales repetitivas. Está indicado como tratamiento para la epilepsia, para el tratamiento del dolor neuropático, como tratamiento complementario junto con otros medicamentos para la esquizofrenia cuando el tratamiento inicial no ha dado resultado y como agente de segunda línea en el tratamiento del trastorno bipolar. Es el único medicamento aprobado por la FDA para el tratamiento de neuralgia del trigémino y se puede usar para tratar la neuralgia del glosofaríngeo.

## Historia
Walter Schindler, químico sueco de J.R. Geigy AG y su equipo de investigadores (actualmente parte de Novartis®) sintetizaron la carbamazepina en 1953 en Basilea, Suiza. En un inicio el fármaco se utilizaba para tratar el dolor neuropático, especialmente en neuralgia del trigémino o como tratamiento para trastornos del estado de ánimo. Más tarde, en 1971 los investigadores japoneses Takezaki y Hanoka describieron el efecto estabilizador del ánimo de la carbamazepina y 4 años después se aprobó el uso para el trastorno bipolar. 
En 1965 comenzó a utilizarse en el Reino Unido como antiepiléptico; en Estados Unidos se aprobó para 1974. 
Se han hecho numerosos estudios y ensayos sobre los efectos de la carbamazepina, en donde se ha llegado a adquirir una menor fluctuación en la concentración plasmática y mejor tolerabilidad, sin embargo persisten problemas con respecto a las interacciones entre este fármaco y un grupo grande de medicamentos debido a su semejanza metabólica por algunas proteínas del citocromo P450. Estas interacciones y diferentes características moleculares son las que conllevan a una mayor predisposición de presentar efectos adversos en los pacientes. 

## Descripción
Derivado tricíclico del iminostilbeno. Es similar de manera estructural a fármacos psicoactivos, como la Imipramina, la clorpromazina y la maprotilina, compartiendo algunas características con la fenitoína, el clonazepam y el fenobarbital.

## Farmacocinética

### Vías de administración
La vía de administración de la carbamazepina es por vía oral. 

#### Tabletas masticables o de liberación inmediata
Deben ser administradas con alimentos

#### Suspensión
Debe ser agitada bien antes de administrarse. Se recomienda administrar 3-4 veces al día a diferencia de las tabletas que se administran 2-4 veces al día; debido a que una dosis determinada de suspensión produce un nivel máximo más alto y un nivel mínimo más bajo que la misma dosis administrada en forma de tableta, se recomienda iniciar el tratamiento con dosis más bajas en mayor frecuencia diaria, e ir aumentando la dosis lentamente para evitar posibles efectos adversos.

#### Cápsula de liberación extendida
Consiste de tres tipos diferentes de “perlas”: de liberación inmediata, liberación prolongada y liberación entérica; estas son combinadas en un radio que permite dos dosis diarias. Estas cápsulas pueden ser abiertas y el contenido espolvoreado sobre la comida; pueden ser administradas con o sin comida y no deben ser aplastados o masticadas al ingerirse.

#### Tableta de liberación extendida
Debe ser administrada con comida y debe tragarse entera sin masticar o aplastar al ingerirse. Debe ser revisada antes de ser administrada para asegurarse de que no esté dañada, de lo contrario no se debe ingerir.

### Presentaciones
- Sepibest®, Tableta, Lab Best
- Tegretol®,Comprimido, Lab Novartis
- Neugeron®, Comprimido, Lab Bagó
- Carbazina®,Suspensión y tabletas birranuradas

### Absorción
La mayoría de las formulaciones orales de carbamazepina son bien absorbidas y tienen una biodisponibilidad del 75-85%; se absorbe de forma lenta a través del tracto gastrointestinal.

### Distribución
El fármaco se une en un 75%-90% a proteínas plasmáticas, se une a la glicoproteína ácida alfa 1 y a sitios de unión no específicos en la albúmina. El porcentaje de unión a proteínas puede disminuir en los neonatos.
Los niveles plasmáticos de carbamazepina disminuyen en el embarazo, posiblemente como resultado de un aumento del metabolismo. El fármaco cruza la placenta y los niveles medidos en los neonatos son comparables a los de la madre.
El valor aparente de distribución es:
- Neonatos → Vd:1.52 ± 0.5 L/kg
- Niños → Vd:1.94 ± 0.8 L/kg

- Adultos → Vd: 0.59-2 L/kg

### Metabolismo y metabolitos
Se metaboliza extensamente en el hígado por las isoenzimas CYP3A4 y CYP2C8 del citocromo P450. Uno de sus metabolitos primarios, carbamazepina-10, 11-epóxido, también es activo. La concentración plasmática de este metabolito durante el tratamiento a largo plazo de pacientes epilépticos varía entre 5-81% con respecto a la concentración de la carbamazepina y la unión a proteínas plasmáticas es 50-75% comparada con esta misma.
La carbamazepina es un inductor enzimático que induce su propio metabolismo para que la vida media plasmática pueda reducirse considerablemente después de dosis repetidas. Además, el metabolismo de la carbamazepina es fácilmente inducida por fármacos que inducen enzimas microsomales hepáticas.

### Excreción
La carbamazepina es excretada en la orina predominantemente. La eliminación es más rápida en los niños y la acumulación del principio activo del metabolito a menudo puede ser más alto que en los adultos. Menos del 50% de la dosis administrada de carbamazepina ha sido identificada como metabolitos en la orina.
Después de una dosis única de carbamazepina, la excreción sigue la cinética de primer orden dosis dependiente.
La vida media plasmática de la carbamazepina en dosis repetidas es alrededor de 12 a 24 horas; parece ser considerablemente más corta en niños que en los adultos. 

## Farmacodinámica

### Mecanismo de acción
El principal mecanismo de acción de la carbamazepina es bloquear los canales de sodio dependientes de voltaje, reducir la liberación de glutamato, y así mismo disminuyendo la estimulación de los receptores NMDA y sobre el flujo de calcio a través de la membrana neural.
Debido a esto, disminuye la excitabilidad de las membranas neuronales y previene las descargas repetitivas de los potenciales de acción dependientes de sodio en las neuronas despolarizadas, lo que explica en gran medida los efectos antiepilépticos respectivamente, además deprime el recambio de dopamina y noradrenalina, lo que explica los efectos antipsicóticos y anti maniacos.
La carbamazepina estimula la liberación de ADH, que promueve la recepción de agua y puede causar hiponatremia.

### Efectos farmacológicos

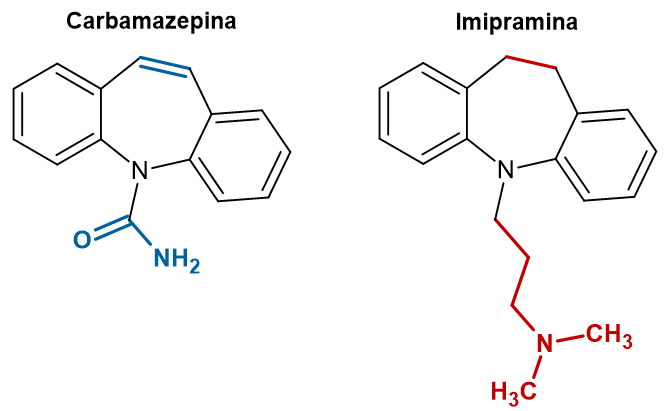
Figura 2. Estructura molecular de la carbamazepina y la imipramina.

La carbamazepina tiene un anillo tricíclico, por lo cual tiene similitud con los antidepresivos tricíclicos como la imipramina (Figura 2). Se caracteriza por tener efectos antiepilépticos, debido a eso se emplea en el tratamiento de epilepsia, Crisis convulsivas tónico-clónicas generalizadas, parciales simples o complejas, tiene efecto analgésico y anti maníaco.
Los efectos en el tratamiento para la epilepsia están relacionados con el bloqueo de canales de sodio, la reducción de la liberación del neurotransmisor excitatorio glutamato y la estabilización de las membranas neuronales, esto explicaría el efecto anticonvulsivante; mientras que sus propiedades antipsicóticas y estabilizador del ánimo estarían más relacionadas con la estructura tricíclica de la carbamazepina, con efecto dopaminérgico y noradrenérgico, es decir que el efecto estabilizador del ánimo es independiente del efecto anticonvulsivante. Además con respecto al efecto estabilizador del ánimo, la carbamazepina al igual que el litio, aumenta la sustancia P en el estriado y aumenta los receptores gamma- aminobutíricos de tipo B (GABA-B) en el hipocampo.
El efecto de alivio del dolor neuropático puede ser debido al bloqueo de la transmisión sináptica en el núcleo trigémino en caso de neuralgia del trigémino[8] o con la alteración de la actividad de los canales de sodio y la modulación de la actividad del ácido γ-butírico (GABA) que modula el dolor en neuropatía diabética. 

### Interacciones
La carbamazepina es un inductor enzimático por lo que puede inducir el metabolismo de otros medicamentos cuyo metabolismo depende de las enzimas que pueden ser inducidas por la carbamazepina, entre estos encontramos algunos antibacterianos (en particular, doxiciclina), anticoagulantes y hormonas sexuales (principalmente anticonceptivos). Así mismo, la fenitoína y la carbamazepina pueden mejorar mutuamente el metabolismo, y el metabolismo de la carbamazepina puede ser también inducido por otros medicamentos que también cuentan con la propiedad de ser inductores enzimáticos como el fenobarbital.[6]
Las enzimas que pueden ser inducidas por la carbamazepina son CYP2B6,CYP1A2, CYP2A6, CYP2C9 y CYP3A4, siendo esta última la que realiza su propio metabolismo, por esto se dice que la carbamazepina es un auto inductor de su metabolismo.
| Interacciones farmacológicas específicas con carbamazepina |                             | |                                           |
|                                                            | Fármaco                     | Resultados de la interacción | Riesgo                                    |
| Inducción enzimática                                       | Bupropion                   | Farmacocinética. La carbamazepina induce la enzima CYP2B6 reduciendo la concentración sérica del medicamento.                                                                                                 | C Monitorear tratamiento                  |
| Inducción enzimática                                       | Ketamina                    | Farmacocinética. La carbamazepina induce la enzima CYP2B6 reduciendo la concentración sérica del medicamento.                                                                                                 | C Monitorear tratamiento                  |
| Inducción enzimática                                       | Velpatasvir                 | Farmacocinética. La carbamazepina induce la enzima CYP2B6 reduciendo la concentración sérica del medicamento.                                                                                                 | X Evitar combinación                      |
| Inducción enzimática                                       | Ciclofosfamida              | Farmacocinética. La carbamazepina induce la enzima CYP2B6 incrementando la concentración sérica de los metabolitos activos del medicamento.                                                                   | C Monitorear tratamiento                  |
| Inducción enzimática                                       | Cannabidiol                 | Farmacocinética. La carbamazepina induce la enzima CYP3A4 disminuyendo la concentración sérica del medicamento                                                                                                | C Monitorear tratamiento                  |
| Inducción enzimática                                       | Cannabis                    | Farmacocinética. La carbamazepina induce la enzima CYP3A4 disminuyendo la concentración sérica del medicamento                                                                                                | C Monitorear tratamiento                  |
| Inducción enzimática                                       | Corticosteroides sistémicos | Farmacocinética. La carbamazepina induce la enzima CYP3A4 disminuyendo la concentración sérica del medicamento                                                                                                | C Monitorear tratamiento                  |
| Inducción enzimática                                       | Estriol                     | Farmacocinética. La carbamazepina induce la enzima CYP3A4 disminuyendo la concentración sérica del medicamento                                                                                                | C Monitorear tratamiento                  |
| Inducción enzimática                                       | Fentanilo                   | Farmacocinética. La carbamazepina induce la enzima CYP3A4 disminuyendo la concentración sérica del medicamento                                                                                                | C Monitorear tratamiento                  |
| Inducción enzimática                                       | Hidrocodona                 | Farmacocinética. La carbamazepina induce la enzima CYP3A4 disminuyendo la concentración sérica del medicamento                                                                                                | C Monitorear tratamiento                  |
| Inducción enzimática                                       | Metilprednisolona           | Farmacocinética. La carbamazepina induce la enzima CYP3A4 disminuyendo la concentración sérica del medicamento                                                                                                | D Considerar modificación del tratamiento |
| Inducción enzimática                                       | Dexametasona                | Farmacocinética. La carbamazepina induce la enzima CYP3A4 disminuyendo la concentración sérica del medicamento                                                                                                | D Considerar modificación del tratamiento |
| Inducción enzimática                                       | Risperidona                 | Farmacocinética. La carbamazepina induce la enzima CYP3A4 disminuyendo la concentración sérica del medicamento                                                                                                | D Considerar modificación del tratamiento |
| Inducción enzimática                                       | Tiagabina                   | Farmacocinética. La carbamazepina induce la enzima CYP3A4 disminuyendo la concentración sérica del medicamento                                                                                                | D Considerar modificación del tratamiento |
| Inducción enzimática                                       | Codeína                     | Farmacocinética. La carbamazepina induce la enzima CYP3A4 disminuyendo la concentración sérica de los metabolitos activos del medicamento                                                                     | C Monitorear tratamiento                  |
| Inducción enzimática                                       | Oxcarbazepina               | La carbamazepina induce la enzima CYP3A4 disminuyendo la concentración sérica del medicamento. Específicamente, las concentraciones del metabolito activo de oxcarbazepina 10-monohidróxido pueden disminuir. | C Monitorear tratamiento                  |
|                                                            | Dienogest                   | Farmacocinética. La carbamazepina induce la enzima CYP3A4 disminuyendo la concentración sérica del medicamento                                                                                                | X Evitar combinación                      |
| Inhibición enzimática                                      | Siltuximab                  | Puede disminuir las concentraciones séricas de los substratos de la enzima CY3A4, como la carbamazepina | C Monitorear tratamiento                  |

| Interacciones de la carbamazepina por grupos farmacológicos y alimentos | |
| Fármaco                                                                 | Resultados de la interacción |
| Alcohol                                                                 | Farmacodinámica. El alcohol puede exacerbar los efectos adversos del SNC de carbamazepina y viceversa. |
| Analgesicos                                                             | Se ha informado que el dextropropoxifeno causa elevación de las concentraciones séricas y la toxicidad de la carbamazepina, probablemente debido a la inhibición del metabolismo de la carbamazepina. |
| Antibacterianos                                                         | El antimicobacteriano isoniacida y los macrólidos como claritromicina, eritromicina y otros causan elevaciones de las concentraciones séricas de carbamazepina y síntomas de toxicidad por carbamazepina. El uso de carbamazepina con isoniacida puede aumentar el riesgo de hepatotoxicidad inducida por isoniazida. |
| Antidepresivos                                                          | Los antidepresivos pueden antagonizar la actividad antiepiléptica de la carbamazepina al bajar el umbral convulsivo. Antidepresivos como desipramina, fluoxetina, fluvoxamina, nefazodona y viloxazina aumentan las concentraciones plasmáticas de carbamazepina y puede inducir toxicidad por carbamazepina. Debido a la similitud estructural con los antidepresivos tricíclicos se sugiere que la carbamazepina no debe administrarse a pacientes que toman un IMAO o dentro de los 14 días posteriores a la interrupción de dicho tratamiento. Se ha demostrado que la hierba de San Juan induce varias drogas enzimas metabolizantes y, en consecuencia, se ha sugerido que podría reducir las concentraciones en sangre de la carbamazepina que conducen a un aumento riesgo de convulsión. Sin embargo, un estudio de dosis múltiples en sujetos sanos informaron que la hierba de San Juan no tenía efecto significativo sobre la farmacocinética de la carbamazepina o su metabolito activo. |
| Antiepilépticos                                                         | Se ha informado una interacción entre la carbamazepina y otros antiepilépticos con diversos grados de presentación clínica. Las concentraciones séricas de carbamazepina se reducen con fenobarbital posiblemente por la inducción del metabolismo de la carbamacepina, pero sin pérdida del control de las convulsiones. La interacción con la fenitoína es algo más complejo y las consecuencias varían. Hay evidencia de una disminución de las concentraciones séricas de carbamazepina, presumiblemente debido a la inducción del metabolismo por fenitoína; a cambio la carbamazepina se ha informado tanto para disminuir como para aumentar la fenitoína sérica. De nuevo, esto no indica una pérdida de control de las convulsiones o toxicidad resultante de la interacción, aunque existe la posibilidad. El ácido valproic'o' produce un aumento de las concentraciones séricas del metabolito activo de la carbamazepina; esto generalmente se atribuye a la inhibición de su hidrólisis por Epóxido hidrolasa. Los efectos adversos pueden ser un problema si el nivel de epóxido es inusualmente alto. De los otros antiepilépticos, el estiripentol inhibe el metabolismo de la carbamazepina. Se ha observado neurotoxicidad después del uso de carbamazepina con lamotrigina'.' El agonista GABA progabide ha aumentado las concentraciones plasmáticas del metabolito epóxido, probablemente debido a la inhibición de la Epóxido hidrolasa microsomal. La Vigabatrina aumenta la eliminación de carbamazepina en aproximadamente un 35%. |
| Antifúngicos                                                            | El ketoconazol se ha asociado con un incremento significativo de las concentraciones plasmáticas de carbamazepina. La terbinafina también se ha reportado como causa probable de toxicidad por carbamazepina. |
| Antihistamínicos                                                        | La terfenadina y la carbamazepina compiten por los sitios de unión a proteínas. |
| Antipalúdicos                                                           | La cloroquina y la mefloquina pueden antagonizar la actividad antiepiléptica de la carbamazepina al disminuir el umbral convulsivo. |
| Antipsicóticos                                                          | Los antipsicóticos pueden antagonizar la actividad antiepiléptica de la carbamazepina al bajar el umbral convulsivo. |
| Antivirales                                                             | El inhibidor de la proteasa del VIH, ritonavir, inhibe varias enzimas hepáticas microsomales y, por lo tanto, pueden aumentar potencialmente las concentraciones plasmáticas de carbamazepina. |
| Danazol                                                                 | El uso de danazol con carbamazepina aumenta la vida media y disminuye la eliminación de carbamazepina, resultando en el aumento de las concentraciones plasmáticas de carbamazepina y resultando en toxicidad en los pacientes. |
| Diuréticos                                                              | Se ha reportado hiponatremia sintomática asociada al uso de carbamazepina con diuréticos. Las concentraciones plasmáticas de carbamazepina son aumentadas por acetazolamida. |
| Fármacos gastrointestinales                                             | La cimetidina produce un aumento transitorio de las concentraciones plasmáticas de carbamazepina, con un retorno a los valores normales en aproximadamente una semana. Se ha observado neurotoxicidad en un pacientes recibiendo carbamazepina y metoclopramida. |
| Jugo de toronja                                                         | Se ha informado que la biodisponibilidad y las concentraciones plasmáticas de carbamazepina aumentan con el consumo de jugo de toronja. |
| Teofilina                                                               | Se notificó una disminución de las concentraciones séricas de carbamazepina de alrededor del 50 % en pacientes epilépticos que reciben teofilina. |
| Fármacos dermatológicos                                                 | La adición de isotretinoina a la terapia con carbamazepina reduce las concentraciones plasmáticas de carbamazepina y de su metabolito activo. |

## Uso clínico

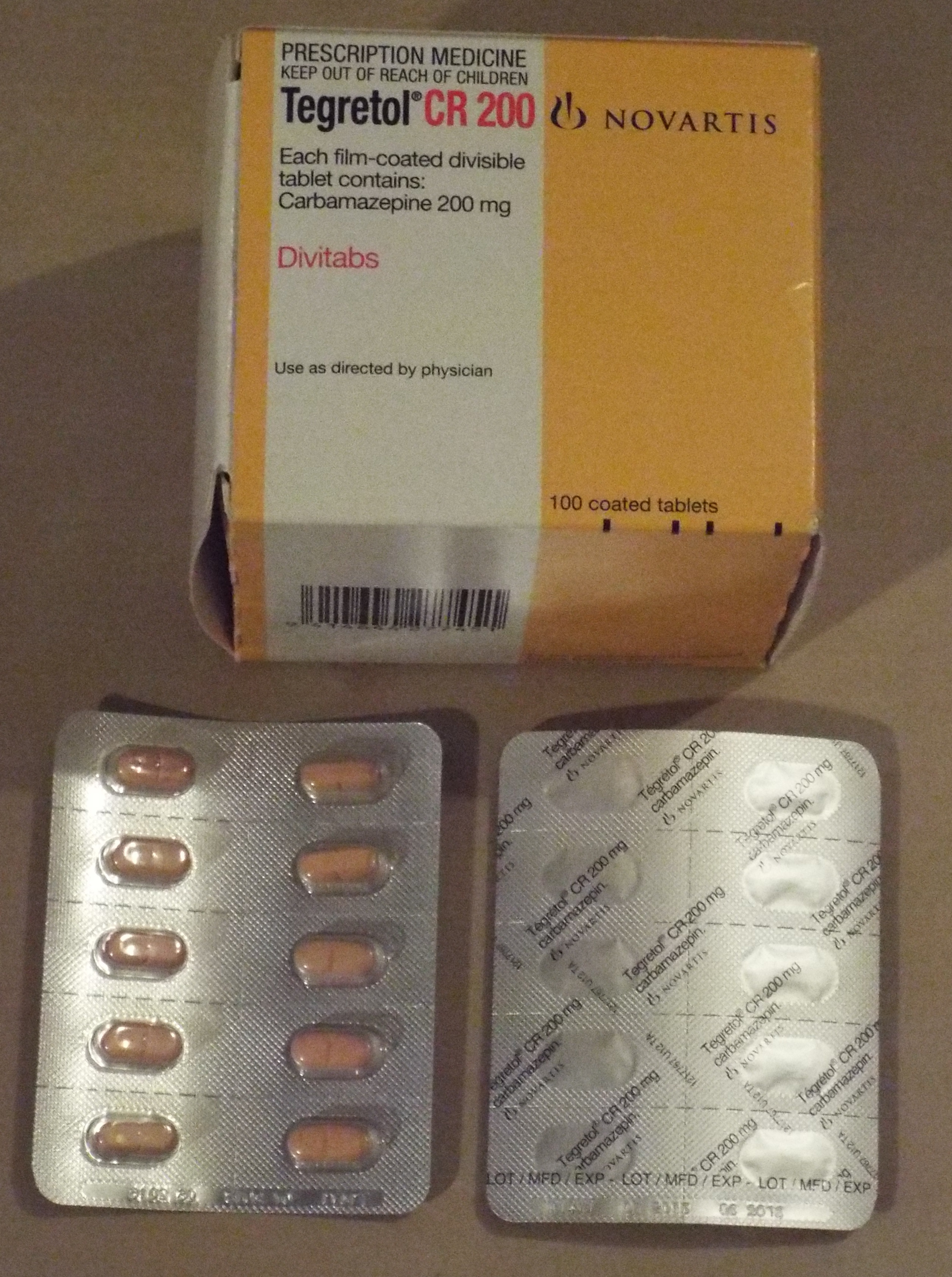
Tegretol 200 mg CR (fabricado en Nueva Zelanda)

### Epilepsia
Tratamiento de las convulsiones Tónico-Clónicas generalizadas o de las convulsiones parciales, simples o complejas.

### Trastorno bipolar
Tratamiento de los desórdenes bipolares, incluyendo la fase precoz de la manía y la depresión, ya sea como monofármaco o combinado con litio. Se han utilizado varios otros antiepilépticos para tratar el trastorno bipolar, muy especialmente la carbamazepina, pero el número de ensayos clínicos bien diseñados y convincentes sigue siendo escaso.

### Dolor neuropático
Tratamiento sintomático del dolor neuropático.

### Neuralgia del trigémino
La carbamazepina es el único fármaco cuya eficacia es clase I. En esta patología se ha considerado efectiva, dado que produce alivio del dolor durante las 24 horas y ha sido establecido como la primera línea para neuralgia del trigémino.

### Neuropatía Diabética
Debido a los diferentes factores que hacen parte de ella, aún no existe un tratamiento único. Existen estudios comparativos entre el uso de carbamazepina y diclofenaco para tratarla, los cuales refieren que después de 10 meses de tratamiento con carbamazepina, los pacientes manifestaron ausencia del dolor, y mejoramiento en la presencia de calambres, fuerza muscular, pulsos, percepción de temperatura, contrario a lo que sucedió con Diclofenaco, con el cual después de 10 meses, los pacientes seguían presentando, dolor quemante de moderada intensidad con parestesias.

### Herpes Zóster
La carbamazepina ha sido usada para el tratamiento del Herpes Zóster junto con amitriptilina en las noches. La carbamazepina ha sido bien tolerada, sin embargo hay casos en los cuales se han presentado reacciones alérgicas cutáneas como el síndrome de Stevens Johnson y necrólisis epidérmica tóxica.

### Neuralgia del glosofaríngeo izquierdo
La Carbamazepina junto con la Oxcarbazepina han sido utilizadas para el manejo de la Neuralgia Glosofaríngea, para lo cual se inicia con dosis bajas y se va aumentando progresivamente. Cabe resaltar que es muy poca la frecuencia con que sucede esta patología, siendo más frecuente, casos de Neuralgia del trigémino, herpes zóster y por último el del glosofaríngeo.
De acuerdo con el INVIMA, la carbamazepina es un Anticonvulsivante que en Colombia se puede prescribir para las siguientes indicaciones, trastorno maníaco depresivo, neuralgia del trigémino, tratamiento de pacientes con convulsiones parciales, tónico clónicas generalizadas y convulsiones parciales, tanto simple como complejas. Tratamiento de neuralgias del trigémino y glosofaríngea.

## Efectos adversos
El uso de la carbamazepina conlleva a la presencia de reacciones adversas, sobre todo en las fases iniciales del tratamiento, las más frecuentes son los mareos, somnolencia, ataxia, náuseas y vómitos, y reacciones cutáneas leves. Estos efectos pueden minimizarse iniciando con dosis bajas y aumentando progresivamente las mismas.

### Sistema hematopoyético
Leucopenia, anemia aplásica, agranulocitosis, pancitopenia, depresión de la médula ósea, trombocitopenia, leucocitosis, eosinofilia y porfiria intermitente aguda.

### Piel
Reacciones de fotosensibilidad, urticaria, alopecia, dermatitis exfoliativa, necrólisis epidérmica tóxica, eritema multiforme y síndrome de Stevens-Johnson.

### Sistema cardiovascular
Bloqueo AV, arritmias cardíacas o exacerbación de las mismas, insuficiencia cardíaca congestiva, edema, agravamiento de la hipertensión, enfermedad arterial coronaria, síncope, tromboflebitis y linfadenopatías.

### Hígado
Anormalidades en las pruebas de función hepática, hepatitis, ictericia colestática y hepatocelular. El síndrome de la desaparición del conducto biliar (VBDS) se ha asociado al uso prolongado de carbamazepina.

### Sistema digestivo
Náusea, vómito, malestar gástrico y dolor abdominal, diarrea, constipación, anorexia, y sequedad de la boca y faringe, incluyendo glositis y estomatitis.

### Sistema nervioso
Efectos extrapiramidales, vértigo, somnolencia, confusión, cefalea, fatiga, visión borrosa, alucinaciones visuales, diplopía pasajera, trastornos oculomotores, nistagmo, trastornos en el habla, neuritis, verborrea e hiperacusia.

### Sistema respiratorio
Hipersensibilidad pulmonar caracterizada por fiebre, disnea, neumonitis o neumonía.

### Sistema urogenital
Frecuencia y retención aguda de orina, oliguria con elevación de la presión arterial, azoemia, insuficiencia renal e impotencia. También albuminuria, glucosuria, elevación del nitrógeno ureico en la sangre, proteinuria y aparición de un sedimento microscópico en la orina.

### Ojos
En raras ocasiones se ha asociado a opacidad del cristalino con puntos diseminados, así como conjuntivitis.

### Sistema Nervioso Central
Somnolencia, confusión, vértigo, mareos, vómitos, cefalea, Se pueden presentar dado que la carbamazepina actúa en el sistema nervioso central, por lo que al bajar la concentración de sodio puede causar estos síntomas. Los pacientes de edad avanzada pueden ser más sensibles que los jóvenes.

### Alteraciones cardiacas
Suele ser más común en pacientes con edad avanzada dado que son más sensibles que los jóvenes, puede presentarse latidos cardíacos lentos rápidos o fuertes 

### Síndrome de Stevens-Johnson (SSJ) o necrólisis epidérmica tóxica (NET).
Reacción de hipersensibilidad cutánea grave, la cual puede aparecer durante los primeros meses de tratamiento con Carbamazepina. Su aparición se relaciona con factores hereditarios, en este caso se ha relacionado con el genotipo HLA-B 1502 (síndrome de Stiven Johnson) y es más común que se presente en personas asiáticas debido a este factor genético.
Se ha demostrado que este alelo es más común en personas asiáticas y se ha relacionado con la manifestación del síndrome de Stevens-Johnson durante el tratamiento con carbamazepina.
Para la evaluación de las reacciones adversas (RAM) se tendrán en cuenta los criterios de la CIOSM.
| Reacciones adversas a carbamazepina        | Reacciones adversas a carbamazepina | Reacciones adversas a carbamazepina |
| ------------------------------------------ | ----------------------------------- | --- |
| Sistema implicado                          | Grupo CIOSM                         | Tipo de reacción |
| Sangre y sistema linfático                 | Muy frecuentes                      | leucopenia |
| Sangre y sistema linfático                 | Frecuentes                          | Eosinofilia, trombocitopenia |
| Sangre y sistema linfático                 | Raros                               | Leucocitosis, linfadenopatía, deficiencia de folatos |
| Sangre y sistema linfático                 | Muy raros                           | Agranulocitosis, anemia aplásica, pancitopenia, aplasia eritrocítica, anemia, anemia megaloblástica, porfiria aguda intermitente, porfiria variegata, porfiria cutánea tarda, reticulocitosis, anemia hemolítica.                                            |
| Sistema inmunológico                       | Raros                               | Hipersensibilidad retardada multiorgánica, erupción cutánea, vasculitis, linfadenopatía, pseudolinfoma, artralgia leucopenia, eosinofilia, hepatoesplenomegalia, pruebas anormales de la función hepática y síndrome de la desaparición del conducto biliar. |
| Sistema inmunológico                       | Muy raros                           | Meningitis aséptica con mioclono, eosinofilia periférica, reacción anafiláctica, edema angioneurótico |
| Sistema endocrino                          | Muy frecuentes                      | Edema, retención de líquidos, aumento de peso, hiponatremia, reducción de la osmolaridad sanguínea, casos raros de intoxicación acuosa |
| Sistema endocrino                          | Muy raros                           | Aumento de prolactina sanguínea, pruebas anormales de la función tiroidea, disminución de L-tiroxina, aumento de la hormona estimulante de tiroides sanguínea, trastornos del metabolismo óseo                                                               |
| psiquiátrico                               | Raros                               | Alucinaciones, depresión, inquietud, agresión, agitación, estado confusional |
| psiquiátrico                               | Muy raros                           | activación de una psicosis |
| Sistema nervioso                           | Muy frecuentes                      | Mareo, ataxia, somnolencia, fatiga |
| Sistema nervioso                           | Frecuentes                          | Cefalea, diplopía, trastornos de la acomodación |
| Sistema nervioso                           | Poco frecuentes                     | Movimientos involuntarios anormales |
| Sistema nervioso                           | Raros                               | Discinesia orofacial, trastornos en el movimiento de los ojos y del habla, coreoatetosis, neuropatía periférica, parestesias y paresia. |
| Sistema nervioso                           | Muy raros                           | Trastornos del gusto, síndrome neuroléptico maligno. |
| Ocular                                     | Muy raros                           | Opacidades lenticulares, conjuntivitis, presión intraocular elevada. |
| Oído y laberinto                           | Muy raros                           | Tinnitus, hiperacusia, hipoacusia, alteración en la percepción del tono |
| Cardiovascular                             | Raros                               | Trastornos de la conducción cardíaca, hipertensión o hipotensión. |
| Cardiovascular                             | Muy raros                           | Bradicardia, arritmias, bloqueo auriculoventricular con síncope circulatorio, insuficiencia cardíaca congestiva, agravamiento de la coronariopatía, tromboflebitis, tromboembolismo.                                                                         |
| Respiratorio, torácico y mediastínicos     | Muy raros                           | Hipersensibilidad pulmonar |
| Gastrointestinal                           | Muy frecuentes                      | Náuseas, vómitos |
| Gastrointestinal                           | Frecuentes                          | Boca seca |
| Gastrointestinal                           | Poco frecuentes                     | Diarrea o estreñimiento |
| Gastrointestinal                           | Raros                               | Dolor abdominal |
| Gastrointestinal                           | Muy raros                           | Glositis, estomatitis, pancreatitis. |
| Hepatobiliares                             | Muy frecuentes                      | Aumento de gamma-GT, normalmente sin relevancia clínica. |
| Hepatobiliares                             | Frecuentes                          | Aumento de la fosfatasa alcalina sanguínea. |
| Hepatobiliares                             | Poco frecuentes                     | Aumento de las transaminasas |
| Hepatobiliares                             | Raros                               | Hepatitis colestásica, parenquimatosa (hepatocelular) o de tipo mixto, síndrome de la desaparición del conducto biliar, ictericia. |
| Hepatobiliares                             | Muy raros                           | Hepatitis granulomatosa, fallo hepático. |
| Piel y del tejido subcutáneo               | Muy frecuentes                      | Dermatitis alérgica, urticaria, que pueden ser graves. |
| Piel y del tejido subcutáneo               | Poco frecuentes                     | Dermatitis exfoliativa y eritrodermia. |
| Piel y del tejido subcutáneo               | Raros                               | Lupus eritematoso sistémico, prurito. |
| Piel y del tejido subcutáneo               | Muy raros                           | Síndrome de Stevens-Johnson, necrólisis epidérmica tóxica, reacción de fotosensibilidad, eritema multiforme y nodoso, alteraciones de la pigmentación cutánea púrpura, acné, hiperhidrosis, caída del cabello, hirsutismo.                                   |
| Musculoesquelético y del tejido conjuntivo | Raros                               | Debilidad muscular |
| Musculoesquelético y del tejido conjuntivo | Muy raros                           | Artralgia, dolor muscular, espasmos musculares. |
| Renal y urinario                           | Muy raros                           | Nefritis intersticial, insuficiencia renal, deterioro renal , aumento de la frecuencia urinaria, retención urinaria. |
| Aparato reproductor y mama                 | Muy raros                           | Disfunción sexual/impotencia, espermatogénesis anormal. |
| Metabolismo y nutrición                    | Frecuencia no conocida              | Hiperamonemia |
| Exploraciones complementarias              | Muy raros                           | hipogammaglobulinemia |

Ficha extraída del Centro de Información en línea de Medicamentos de la AEMPS

## Incidencia ambiental
La carbamazepina es uno de los compuestos detectados frecuentemente en las aguas residuales y superficiales, siendo difícil su eliminación en las plantas de tratamiento de aguas residuales, lo que hace posible su permanencia en el ciclo del agua, pudiendo provocar su acumulación en los peces, alteraciones en el comportamiento y fisiología de los insectos, así como inhibición del crecimiento en plantas acuáticas y algas. Su eliminación puede lograrse eficazmente mediante diversos mecanismos:
- Hongos ligninolíticos como Trametes versicolor, Phanerochaete chrysosporium, Irpex lacteus y Ganoderma lucidum degradan moléculas complejas gracias a un conjunto de enzimas oxidativas no específicas.
- Mediante rayos ultravioleta, peróxido de hidrógeno y tratamiento con óxido de titanio (IV).
- Ozonólisis.[28]

## Contraindicaciones
- Pacientes con bloqueo auriculoventricular ni con otras anormalidades de la conducción.[29]
- Antecedentes de aplasia medular
- Lactancia: Evitar
- Uso concomitante de inhibidores de las monoaminooxidasas.
- Alérgico a carbamazepina o un antidepresivo tricíclico[12]
- Convulsiones de ausencia o mioclónicas: Puede exacerbar los síntomas

## Precauciones

### Embarazo
Se clasifica dentro de la categoría D de riesgo en el embarazo, por lo que se debe administrar únicamente cuando los beneficios esperados superan el riesgo. La administración durante el primer trimestre puede causar defectos del tubo neural, riesgo de anomalías cardíacas, espina bífida,  malformaciones en craneoencefálicas (cráneo y cara) hipospadías.

### Otras precauciones
La carbamazepina posee características anticolinérgicas por lo que debe usarse con precaución en Glaucoma debido a un aumento de la presión intraocular, de igual forma en pacientes con Retención Urinaria, ya que puede incrementarla como efecto anticolinérgico característico de este medicamento, además potencia los efectos depresores disminuyendo el estado de alerta por lo que debe evitarse mezclar con el consumo concomitante de alcohol ya que puede generar una exacerbación de los síntomas mencionados, por otro lado debido a la retención de agua que ejerce el medicamento puede empeorar la Insuficiencia Cardiaca, y debido a que la carbamazepina se metaboliza en hígado debe usarse con precaución en insuficiencia Hepática ya que además se han encontrado casos de toxicidad hepática intrínseca, caracterizada por ictericia, rash y eosinofilia. En ancianos se usa con precaución por riesgo de hiponatremia significativa y demás síntomas, dado que las personas mayores son más susceptibles a los efectos cardiacos, síndrome de hormona antidiurética etc. De igual forma hay que tener cuidado con pacientes que tengan Insuficiencia Renal ya que algunos de sus metabolitos activos son eliminados por esta vía.

## Sobredosis
La sobredosis puede manifestarse por efectos adversos mencionados anteriormente, especialmente los del SNC, y puede provocar estupor, coma, convulsiones, depresión respiratoria y muerte.[8 Un síntoma muy frecuente es la Hiponatremia y más cuando es en ancianos. El mecanismo por el que la carbamazepina produce hiponatremia se debe a que ejerce una acción directa sobre el túbulo colector o por un incremento de la sensibilidad a las acciones de la ADH. En conclusión lo que sucede es un incremento en la reabsorción de agua en este nivel. La Bradicardia es otro síntoma que suele aparecer en sobredosis, dado que la carbamazepina produce una alteración de la conducción la cual se atribuye a sus acciones electrofisiológicas combinadas, efectos cronotrópicos y dromotrópicos negativos que pueden producir este síntoma, especialmente en mujeres ancianas.
El manejo es principalmente de apoyo, con atención rápida al manejo de las vías respiratorias y al control de las convulsiones. Debe administrarse carbón activado; aunque múltiples dosis de carbón activado se han recomendado, se debe tener cuidado ya que la carbamazepina inhibe la motilidad intestinal y existe un riesgo significativo de aspiración. Para revisión de las arritmias cardiacas o bradicardias es necesario realizar electrocardiogramas. En pacientes con convulsiones que no responden a las benzodiacepinas, debe utilizarse fenobarbital. La hipotensión es rara y debe tratarse con líquidos y vasopresores, la hipotensión con crisis refractarias debe tratarse audazmente ya que ha provocado discapacidad neurológica permanente y muerte.

## Otros usos

### Usos no incluidos en el registro sanitario (Off Label)
Tiene un uso off-label como tratamiento del síndrome de las piernas inquietas y desórdenes de estrés postraumático.

## Controversias

### Carbamazepina vs Oxcarbazepina

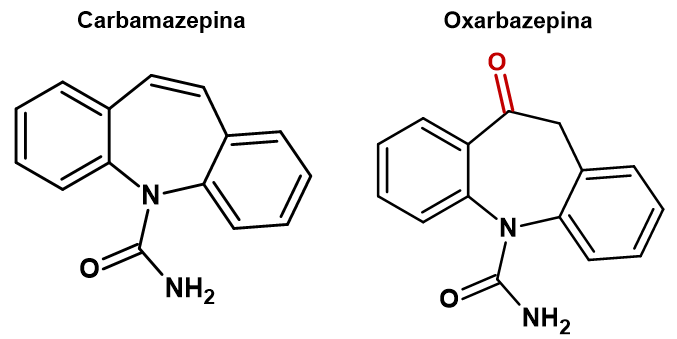
Figura 4. Estructura de la carbamazepina y la oxcarbazepina

La oxcarbazepina es un medicamento derivado de la carbamazepina, a pesar de que la oxcarbazepina fue desarrollada a través de una variación estructural de la carbamazepina con el objetivo de evitar la aparición de metabolitos que pueden causar efectos secundarios, han surgido diferencias significativas entre los dos medicamentos.
En primer lugar se presentan diferencias en el mecanismo de acción, a pesar de que el mecanismo de acción de la oxcarbazepina involucra en su mayoría el bloqueo de canales de sodio, difiere del mecanismo de acción de la carbamazepina al modular diferentes tipos de canales de calcio.
Otra de las diferencias la encontramos en el metabolismo, mientras que la carbamazepina es oxidada por el citocromo P450, la oxcarbazepina sufre un metabolismo reductor para formar el derivado monohidroxilado (MHD), que es glucuronizado y se excreta en la orina.
Por otro lado tenemos que la oxcarbazepina es más eficiente a la hora de ser combinado con otros fármacos antiepilépticos como el valproato a diferencia de la carbamazepina. Además, la oxcarbazepina suele ser mejor tolerada por el paciente y causa menos brotes que la carbamazepina.
En relación con la Oxcarbazepina, hay estudios abiertos comparativos con carbamazepina, que muestran una eficacia similar, mejor tolerancia y menor potencial de interacciones 

### Síndrome serotoninérgico
El síndrome serotoninérgico es una condición asociada a un aumento de la actividad de la serotonina en el sistema nervioso central que puede darse debido al uso de medicamentos; la carbamazepina ha sido asociada a la aparición de este síndrome por la propiedad de estabilizador del humor, debido a que causa la inhibición de la recaptura de la serotonina por los transportadores, causando una acumulación de este neurotransmisor en el espacio sináptico.

### Uso en ancianos
La carbamazepina es considerada una medicación de alto riesgo para uso en ancianos, según los criterios de Beers esta es identificada como una medicación potencialmente inapropiada que se debe usar con precaución en pacientes de 65 años o mayores debido a que potencialmente puede causar o exacerbar el síndrome de secreción inadecuada de la hormona antidiurética (SIADH) o la hiponatremia, que se puede identificar al presentar náuseas, confusión, dolor de cabeza, vómitos, somnolencia, convulsiones, etc; si se presentan estos síntomas se recomienda acudir al médico.
Se recomienda un monitoreo cercano de la concentración de sodio cuando se está iniciando el tratamiento o cuando se está haciendo ajustes en la dosis en pacientes mayores.